# Sankt Emmerami Otloh
Sankt Emmerami Otloh (1010 körül – 1072 körül) latinul író középkori német filozófus.
Liber de tentationibus suis et scriptis címmel hagyott maga után egy művet, amely egy filozófiai-teológia elemet tartalmazó sajátos önéletrajz. Otloh beszámol benne az Bibliával, illetve Isten létével kapcsolatos kételkedéseiről, majd visszatalálva a hithez elutasít minden világi bölcsességet, így Platónt, Arisztotelészt, és Cicerot – de még Boethiust is kritika tárgyává teszi, mert utóbbi leírta egyik művébe, hogy ”et familiaris meus Lucanus”. Otloh szerint a filozófia érdekes lehet ugyan egy laikus személynek, de egy szerzetes szempontjából semmiféle értékkel nem bír. ”Tudósoknak inkább azokat nevezem – írja – akik a Szentírásban képzettek, mint azokat, akik a dialektikában (vitatkozástanban). Mert találkoztam dialektikusokkal, akik annyira gyermetegek voltak, hogy a Szentírás minden szavát a dialektika tekintélyének akarták alávetni, és gyakran nagyobb bizalmat mutattak Boethius, mint a szent szerzők iránt.”